# Фростастадаватн
64°01′00″ пн. ш. 19°04′00″ зх. д. / 64.016666666667° пн. ш. 19.066666666667° зх. д.

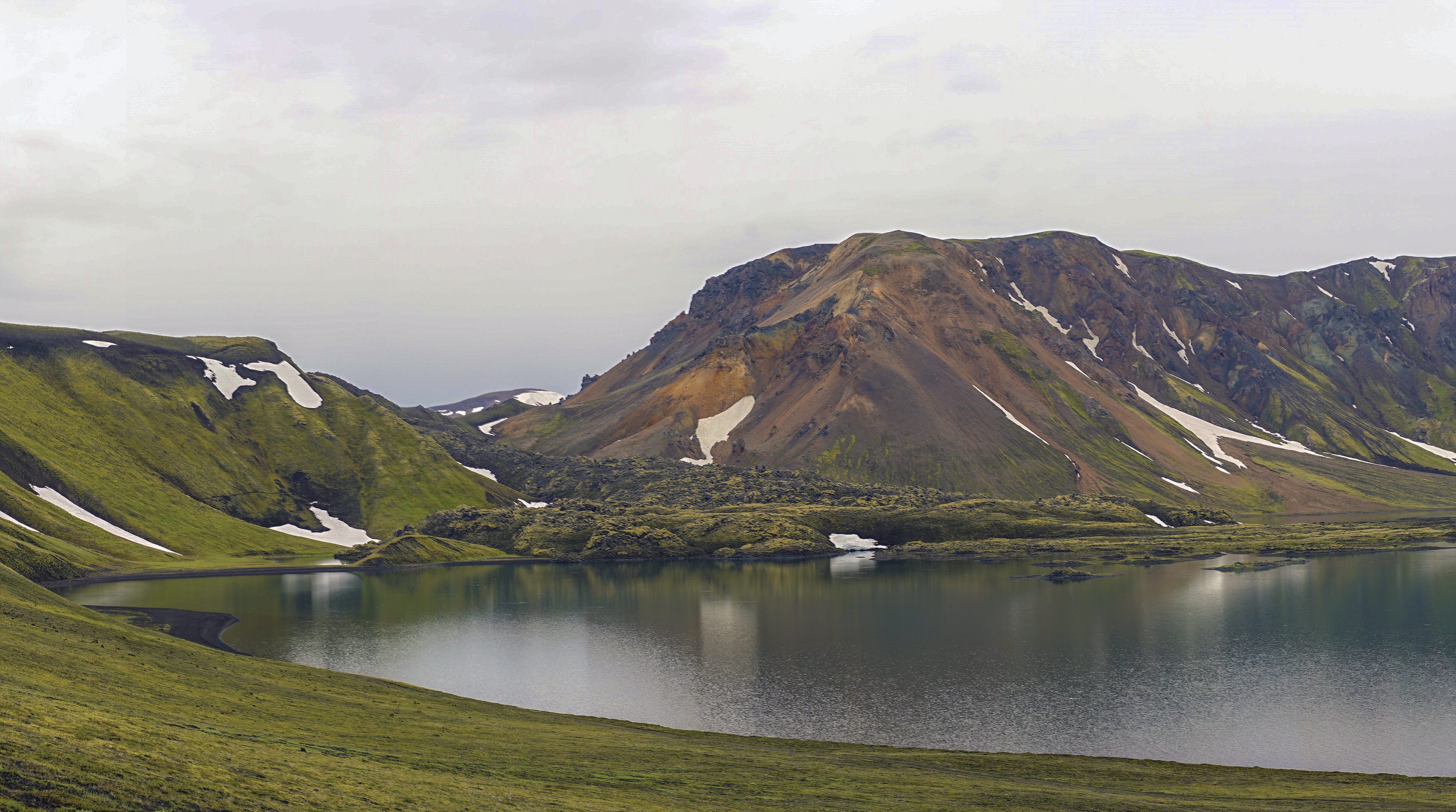
Намшраун, поле змішаної лави

Фростастадаватн ([ˈFrɔstaˌstaːðaˌvahtn̥], з ісландської озера морозного місця) — озеро в Ісландії. Розташоване у високогір’ї Ісландії, недалеко від знаменитих гір Ландманналаугар та вулкана Хекла.
Давніми є свідчення про вулканізм навколо цього озера; наприклад, у відомих змішаних потоках лави, що відбулися в 1477 р., що поєднували виверження вулканічних систем Торфайокулл і Бардарбунга. (потоки лави риолітового, а також базальтового складу).
Уздовж його берега пролягають дві високогірні дороги, Fjallabaksleið nyrðri (F 208) і Landmannaleið (F 225).

## Зовнішні посилання
- Фото [Архівовано 14 березня 2022 у Wayback Machine.]